# Festas juninas do Pará
As festas juninas do Pará são marcadas por danças como o carimbó e o boi-bumbá, acompanhadas por músicas regionais como o "sirimbó" e A "lambada paraense". Essas celebrações refletem a influência indígena e africana na cultura local e incluem culinária típica com pratos como tacacá, vatapá, pato no tucupi, maniçoba e açaí. A decoração dos arraiais é caracterizada por elementos da cultura amazônica. 
Essas festividades ressaltam a diversidade cultural e representam momentos de celebração, alegria e valorização das tradições e da identidade paraenses. Destacam-se as festividades realizadas no nordeste paraense, especialmente nas cidades de Bragança, Tracuateua e Augusto Corrêa.

## Histórico

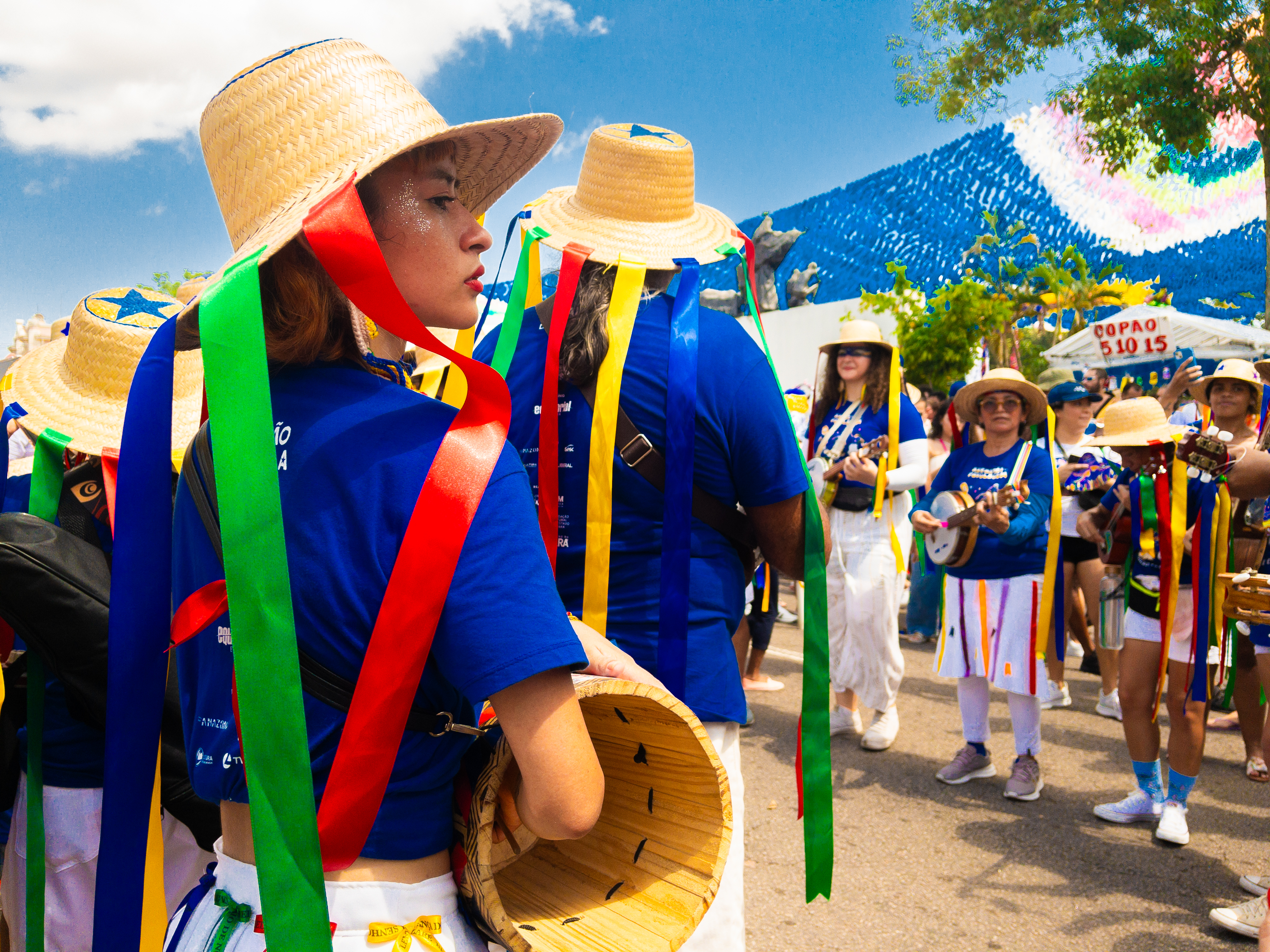
Arraial da Pavulagem, uma das manifestações culturais da festa junina paraense.

As festas juninas são consideradas uma das manifestações culturais mais populares e tradicionais do Brasil, sendo celebradas em todo o país durante o mês de junho. Com destaque para as regiões Nordeste, Norte e Centro-Oeste, essas festividades apresentam raízes históricas e culturais profundas, combinando influências indígenas, africanas e europeias. Festas juninas têm sua origem em antigas celebrações pagãs relacionadas ao solstício de verão no hemisfério norte, marcando o período de colheita e o início do verão. Com a chegada do Cristianismo, a Igreja Católica incorporou essas celebrações ao calendário religioso, associando-as aos santos católicos São João, São Pedro e Santo Antônio, cujas datas são comemoradas no mês de junho.

## Peculiaridades
No estado do Pará, as festas juninas possuem características singulares que as diferenciam das celebrações em outras regiões do país. Apesar de compartilharem raízes históricas e culturais comuns, as festas juninas paraenses refletem a rica diversidade cultural da região amazônica e são marcadas por elementos únicos que as tornam especiais. Uma das particularidades das festas juninas no Pará é a forte influência de tradições indígenas e afrodescendentes.

### Danças e apresentações tradicionais
As festas juninas no Pará são marcadas por danças que desempenham um papel fundamental para a celebração da diversidade cultural da região. Destacam-se o carimbó, de origem indígena e afrodescendente, caracterizado por movimentos sensuais e ritmo marcante; e o boi-bumbá, que conta a história de um boi estilizado em apresentações teatrais e musicais. Essas danças são acompanhadas por músicas regionais, como o "sirimbó" e a "lambada paraense", que trazem os ritmos e instrumentos típicos da região amazônica. Essas manifestações representam a identidade e tradição do povo paraense, refletindo as influências indígenas, africanas e amazônicas da região.

Além de grandes apresentações coreografadas de quadrilhas juninas, a região conta com a peculiaridade dos cordões de animais, especialmente, os cordões de pássaros:
Característicos da cultura paraense, os cordões de pássaros são apresentações que combinam teatro, música, dança e lições de respeito à natureza. Os enredos giram em torno de uma ave ornamental com coreografias e cânticos, tendo como fato principal a morte do pássaro pelo caçador e sua ressurreição pelo pajé ou doutor. Os integrantes do cordão se vestem com as cores do pássaro homenageado.

### Culinária típica
A culinária típica é um aspecto singular das festas juninas no Pará. Durante as celebrações, são servidos pratos tradicionais que refletem a influência indígena e amazônica na gastronomia paraense:

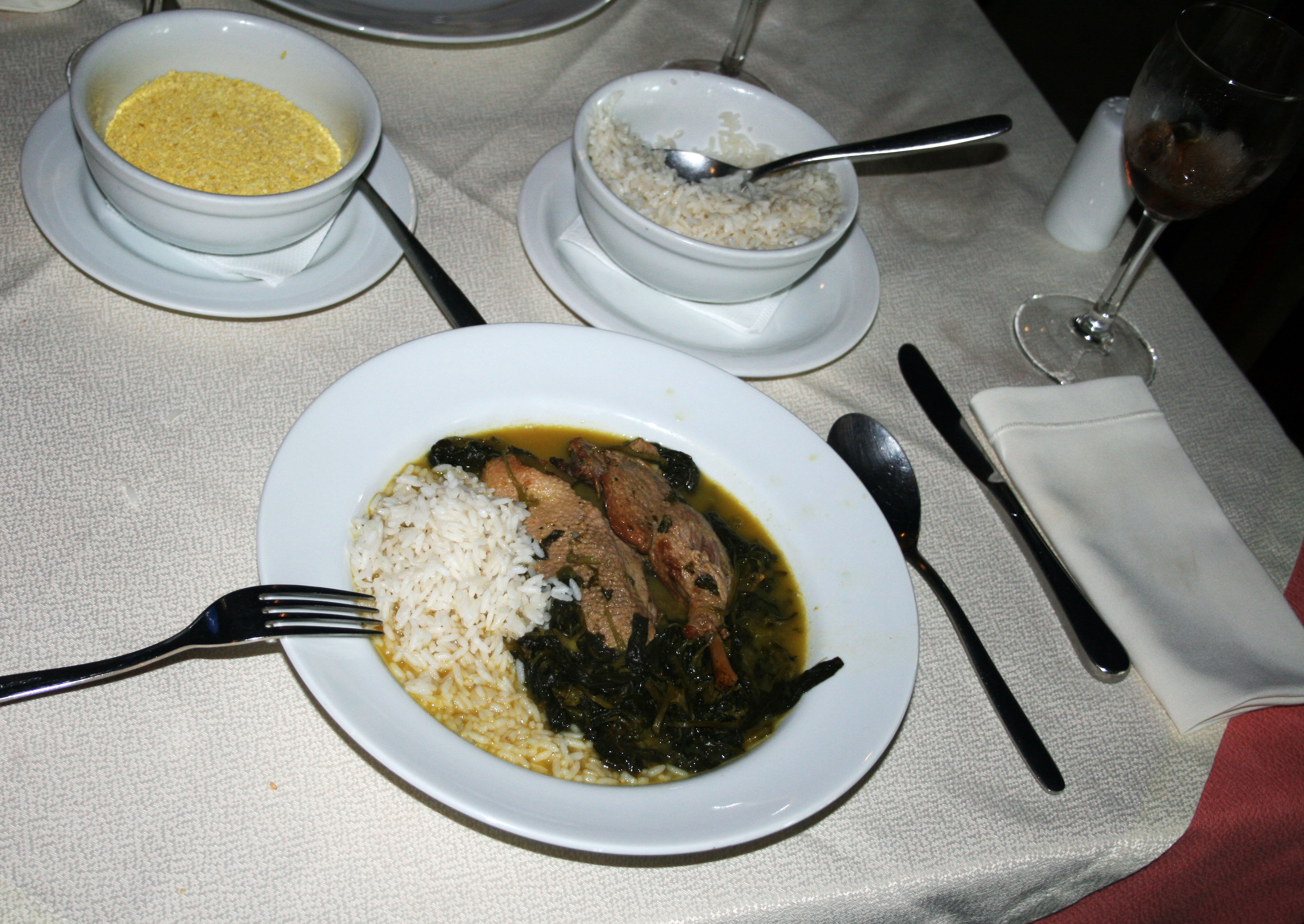
Pato no Tucupi, prato típico servido nas festas juninas no Pará.

- O tacacá, uma sopa feita com tucupi (caldo extraído da mandioca brava), camarão seco e jambu (erva típica da região), é uma iguaria bastante apreciada.
- O vatapá, preparado com pão, camarão, leite de coco e dendê, é outra especialidade presente nas festividades.
- O pato no tucupi, prato emblemático da região, combina o tucupi com carne de pato e temperos locais, resultando em um sabor único.
- A maniçoba, feita com folhas de mandioca brava cozidas e acompanhada de carne de porco e defumados, é um prato de longa preparação, pois as folhas devem ser cozidas várias vezes para eliminar a toxicidade da mandioca.
- O açaí, uma fruta amazônica, é servido de diversas formas, como sorvete ou batido com outros ingredientes, proporcionando um sabor refrescante e energético.